# Lunde (Telemark)

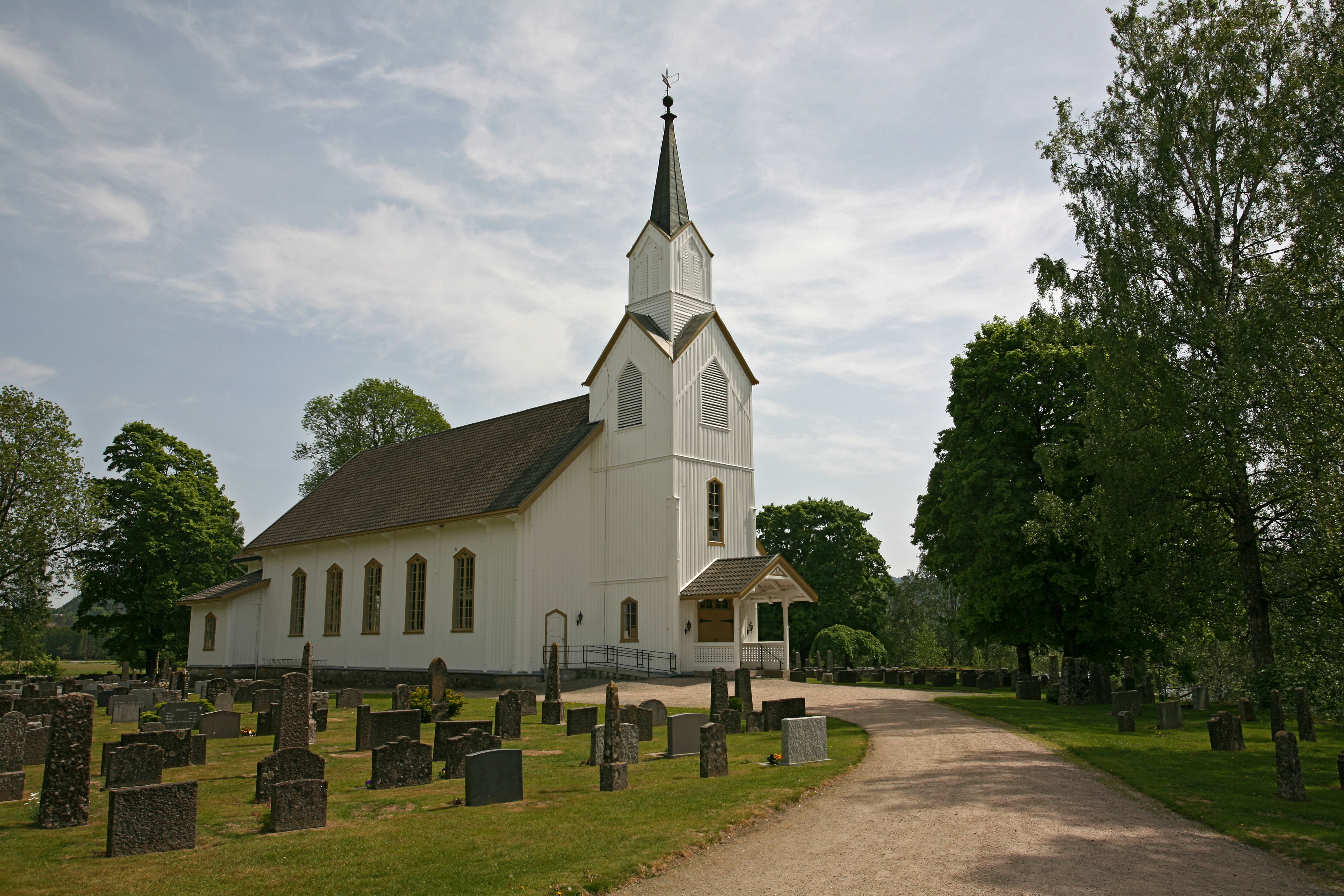
Kirche in Lunde

Lunde ist eine Ortschaft in der Kommune Nome im norwegischen Fylke Telemark. Lunde war bis 1964 eine selbständige Kommune.

## Sehenswürdigkeiten
In Lunde gab es 1956 bis 1958 den Automobilhersteller Troll Plastik og Bilindustri, dessen einzige Modell ebenfalls Troll hieß.
Der Telemarkkanal verläuft durch Lunde. Zu Lunde gehören die Schleusen in Lunde, Kjeldal und Hogga. Nach dem Bau des Kanals wurde er in Europa als achtes Weltwunder bezeichnet.
Norwegens einzige Backsteinfabrik steht in Bratsberg. Es gibt einen Flugplatz in Lunde, der vom Nome Flyklubb benutzt wird.
Das große Festival Viser ved kanalen, bei dem Konzerte in mehreren Orten entlang des Kanals stattfinden, findet in der Regel Mitte Juni statt. 2006 wurden über zwei Millionen Karten verkauft. Im Juni/Juli findet Wings and Wheels, ein Treffen für Flugzeuge, Motorradfahrer und Autofahrer statt.

## Persönlichkeiten
- Atle Skårdal (* 1966), Skirennläufer
- Torun Eriksen (* 1977), Sängerin

## Lunde bru
Die Lundebru ist eine Brücke in der Kommune Etnedal (Oppland), siehe Etna (Fluss).